# Phothisarat I
Re Phothisarat I, il cui nome regale fu Samdach Brhat-Anya Budhisara Maha Dharmikadasa Lankanakuna Maharaja Adipati Chakrapati Bhumina Narindra Raja Sri Sadhana Kanayudha (Mueang Sua, 1505 – Mueang Sua, 1550 (secondo altre fonti nel 1547 o a Vientiane nel 1548)), è stato il diciassettesimo sovrano del Regno di Lan Xang, la cui capitale era Mueang Sua (detta anche Xieng Thong), l'odierna Luang Prabang, nel Laos settentrionale.
Divenne re nel 1520 dopo la morte del predecessore Visunarat, di cui era figlio.
Nei suoi primi anni da sovrano consolidò ulteriormente la pace a Lan Xang, che già durante il regno del padre aveva recuperato il prestigio perso dopo la sanguinosa invasione dei Dai Viet nel 1478. Nell'ultima parte del suo regno trascinò il paese in una guerra in cui erano implicate la Birmania ed il Siam, inaugurando una lunga serie di conflitti che si sarebbe conclusa dopo 200 anni con la rovina di tutti questi regni. Fu un fervente buddhista e proibì l'Animismo nel paese. Nei suoi ultimi anni di vita, inviò nel Regno Lanna il figlio Setthathirat, che fu proclamato sovrano di tale Stato dall'aristocrazia locale.
Le cronache che lo menzionano  provengono dagli antichi annali dei regni di Lan Xang, di Lanna e di Ayutthaya, che differiscono tra loro. Gli annali di Lan Xang furono tradotti in altre lingue ed interpretati in diversi modi, dando luogo a controversie sull'attendibilità dei riferimenti storici. La principale tra le critiche che determinarono il cambiamento del testo originale, fu dettata dalla convinzione che molti degli avvenimenti storici fossero stati omessi o distorti nell'edizione originale a maggior gloria del regno. Gli avvenimenti e le date relative alla sua vita non sono quindi pienamente attendibili.

## Biografia

### Gioventù ed ascesa al trono
Nacque nel 1505 nella capitale durante il regno del padre Visunarat ed il suo nome di nascita era principe Bhudhisaraja Kumara. Gli ultimi anni di regno Visunarat li trascorse a Vientiane, da dove era più facile mantenere il controllo sui turbolenti principati della zona e su quelli del sud, ma la capitale ufficiale di Lan Xang rimase a Mueang Sua. Nel 1520, il principe salì al trono alla morte del padre avvenuta a Vientiane, e prese il nome regale Phothisarat.

### Politica dei matrimoni
Nel primo anno di regno di Pothisarat, re Mueang Keo di Lanna inviò degli emissari a cercare una sacra statua del Buddha che gli era stata sottratta. La statua fu trovata in un tempio di Mueang Sua e gli emissari furono arrestati mentre se ne appropriavano. Il perdono concesso da Phothisarat fu premiato da Mueang Keo che concesse in sposa al re di Lan Xang la propria figlia Yot Kham Tip. L'evento cementò ulteriormente l'alleanza tra i due regni.
Yot Kham Tip fu la prima delle molte mogli di Phothisarat, che sposando altre principesse rafforzò i legami di amicizia con vari Stati, tra cui il Regno di Ayutthaya, il Regno Khmer ed il Principato di Mueang Phuan, un'importante città-stato già tributaria di Lan Xang situata nell'odierna Provincia di Xiangkhoang.

### Diffusione del Buddhismo Theravada
Al pari del padre, il re fu un fervente religioso nel periodo in cui il Buddhismo Theravada stava fiorendo in tutto il sudest asiatico. Nel 1523 chiese alcune copie dei sacri testi Tripitaka al suocero sovrano di Lanna, che gliene inviò 60 assieme ad un nutrito gruppo di monaci che aiutassero a riformare la Sangha di Lan Xang. Secondo una tradizione del Buddhismo Theravada, Phothisarat prese i voti nel Wat Visun Maha Vihan nel 1523. Si recò poi a Nan per approfondire gli studi religiosi e riprese le sue funzioni regali al termine di tale periodo.
Nel 1527 emanò un decreto che proibiva le pratiche animiste nel paese e fece distruggere tutti i templi e le immagini di quella fede. Fece abbattere anche il santuario degli spiriti protettori di Mueang Sua, al cui posto fece erigere un tempio buddhista. Il divieto si sarebbe rivelato controproducente, da un lato fu oggetto di elogi da parte dei sovrani dei paesi confinanti, ma rese il re impopolare presso i più devoti fedeli dell'Animismo. Tale credo era profondamente radicato nella cultura del superstizioso popolo lao, molte efficienti tecniche curative si erano sviluppate nel suo ambito e lo stesso Khun Borom, progenitore delle stirpi tai e particolarmente venerato dai laotiani, era secondo la tradizione figlio del re degli spiriti celesti. Il monarca riuscì solo in parte a sradicare l'adorazione di tali divinità dal cuore del suo popolo, tanto che tuttora in ogni giardino laotiano trova posto l'altare in onore degli spiriti protettori.

### Spostamento della corte a Vientiane ed entrata in guerra
Nel 1532 Phothisarat ordinò ai governatori dei Principati di Pak Huei Luang, Phum Neua e Phum Tai di condurre le loro truppe contro Mueang Phuan, il cui principe si era ribellato e non versava più i tributi alla capitale. Il conflitto sarebbe durato due anni e si risolse con il soffocamento della rivolta. Il re si rese conto della difficoltà di controllare il vasto regno da Mueang Sua, situata troppo a nord, e nel 1533 spostò la corte nella più centrale Vientiane. Così come aveva fatto il padre, lasciò a Mueang Sua il ruolo di capitale ufficiale, dove tornò occasionalmente.
Nel 1539 il monarca ruppe la storica alleanza con il Regno di Ayutthaya, aderendo alle richieste di un principe siamese che si era ribellato al re Chairacha. L'esercito lao penetrò in Siam ed in attesa della battaglia si accampò a Vieng Phrangam, nella zona dell'odierna Lopburi. Il rifiuto dei siamesi di combattere spinse Phothisarat ad ordinare il ritiro delle truppe. L'anno successivo furono le armate di Ayutthaya ad entrare nei territori di Lan Xang, che si ritrovò a fronteggiare un'invasione a distanza di 60 anni da quella vietnamita. Le truppe siamesi si accamparono lungo il Mekong nei pressi di Vientiane dopo i successi iniziali. A Sala Kham ebbe luogo la cruenta battaglia con il grosso dell'esercito di Lan Xang, che ebbe la meglio provocando la morte di migliaia di siamesi e costringendo alla fuga gli altri.

### Il figlio di Phothisarat proclamato re di Lanna
Nel frattempo il Regno Lanna stava attraversando un grave periodo di crisi, durante il quale fu respinta un'invasione birmana e si alternarono alcuni sovrani che furono detronizzati o uccisi dalla ambiziosa aristocrazia di corte. Nel 1546, il gruppo emergente dei nobili nominò reggente la regina Chiraprapha, che scongiurò un'invasione di Ayutthaya, ed invitò l'ultimo discendente rimasto della dinastia di Mengrai a guidare il regno. Era questi il dodicenne principe Setthavongsa (secondo altre fonti quattordicenne o diciottenne), figlio di Phothirat e della principessa lanna Yot Kham Tip.
Secondo le cronache di Lan Xang, un'imponente folla di 300.000 persone e 2.000 elefanti accompagnò la famiglia reale di Mueang Sua a Chiang Mai, la capitale lanna, dove ebbero luogo diverse cerimonie e Setthavongsa fu incoronato re con il nome regale Jaya Setha Varman. Negli stessi giorni, a Setthavongsa vennero date in sposa due principesse locali.

### Ritorno a Mueang Sua e morte
A Chiang Mai Phothisarat fu contattato da emissari del re birmano Tabinshwehti della potente dinastia di Tungù, che aveva di recente riunificato il paese. Gli fu proposta un'invasione congiunta di Ayutthaya ed il re chiese che Tabinshwehti gli fornisse ulteriori chiarimenti, rinviando la decisione al suo ritorno a Mueang Sua. Al suo ritorno nella capitale di Lan Xang, portò probabilmente con sé il Buddha di Smeraldo, un'antica statua veneratissima dai buddhisti (secondo altre fonti la statua fu portata in seguito da Setthavongsa).
A Mueang Sua organizzò un ricevimento per i vari ambasciatori che avevano atteso la sua udienza. Nel corso del ricevimento offrì uno spettacolo di cattura degli elefanti a cui lui stesso partecipò cadendo dal suo elefante personale e restando gravemente ferito. Morì nell'estate del 1550 a seguito delle ferite riportate (secondo alcune fonti morì nel 1547, secondo altre morì a Vientiane nel 1548).

## Successione
Quando venne a sapere della morte del padre, Setthavongsa lasciò il trono lanna ad uno zio in qualità di reggente e si recò a Mueang Sua per presenziare alla cremazione. Mentre era in viaggio, i fratellastri principi Lanchang e Tha Heua cercarono di usurpare il trono che gli spettava e si spartirono il regno. Con l'aiuto dei mandarini dei principati meridionali, gli usurpatori vennero arrestati, l'erede al trono concesse loro il perdono, ma fece giustiziare chi li aveva aiutati.
La sua intenzione era di unificare i due regni e governare da Chiang Saen, la capitale in territorio lanna che aveva scelto, ma gli aristocratici di Lan Xang lo dissuasero e suo malgrado accettò di rimanere a Mueang Sua. Fu proclamato re di Lan Xang con il nome regale di Setthathirat nel 1550, e l'anno successivo fu costretto ad abdicare dal trono di Lanna.

## Genealogia
Phothisirat ebbe almeno 6 mogli:
1. Regina Yot Kham Tip, figlia del re di Lanna Mueang Keo e consorte principale
2. Una regina figlia del re di Ayutthaya, che venne giustiziata per aver collaborato nell'usurpazione del trono di Setthathirat nel 1550
3. Una regina figlia del principe Khua-Thepa
4. Regina Nang Kong-Soi
5. Regina Nang Keng, figlia del principe di Mueang Phuan
6. Regina Nang Pak Thuoi Luong

Ebbe almeno 4 figli e 4 figlie:
1. Principe Setthavangso, figlio della Regina Yot Kham Tip, che divenne il suo successore con il nome regale Setthathirat
2. Principe Phra Lanchang, figlio della seconda regina, che occupò i territori a sud di Xieng Kahn nel vano tentativo di usurpare il trono di Setthathirat nel 1550
3. Principe Tha Heua, figlio della terza regina, che occupò i territori a nord di Xieng Khan nel vano tentativo di usurpare il trono di Setthathirat nel 1550
4. Principe Phya Asen, che divenne re di Lan Xang nel 1575 con il nome regale Voravongse I

1. Principessa Keo Kuman
2. Principessa Ten Kam Lao, che fu presa prigioniera dai birmani insieme alla madre nel 1563
3. Principessa Kam Khai, che fu presa prigioniera dai birmani nel 1563
4. Principessa Kham Khai, sposò il principe Vorapita, valente generale di Lan Xang e reggente del figlio che ebbero, divenuto sovrano nel 1596 con il nome Voravongse II